# Théorie du handicap
 (avril 2018).
Si vous disposez d'ouvrages ou d'articles de référence ou si vous connaissez des sites web de qualité traitant du thème abordé ici, merci de compléter l'article en donnant les références utiles à sa vérifiabilité et en les liant à la section « Notes et références ».
Théorie du signalement fiable

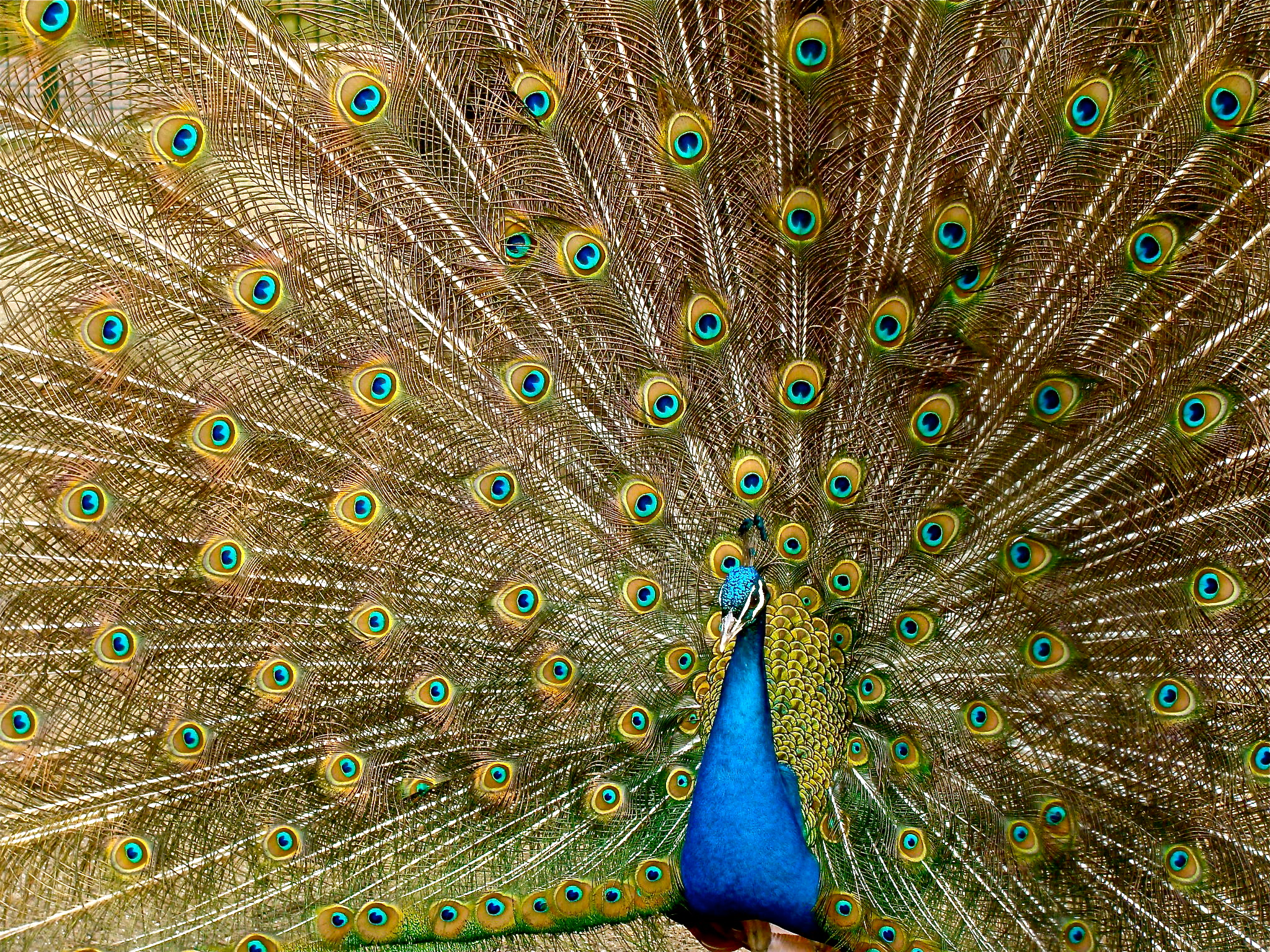
La queue des paons, exemple classique de la qualité chez les mâles.

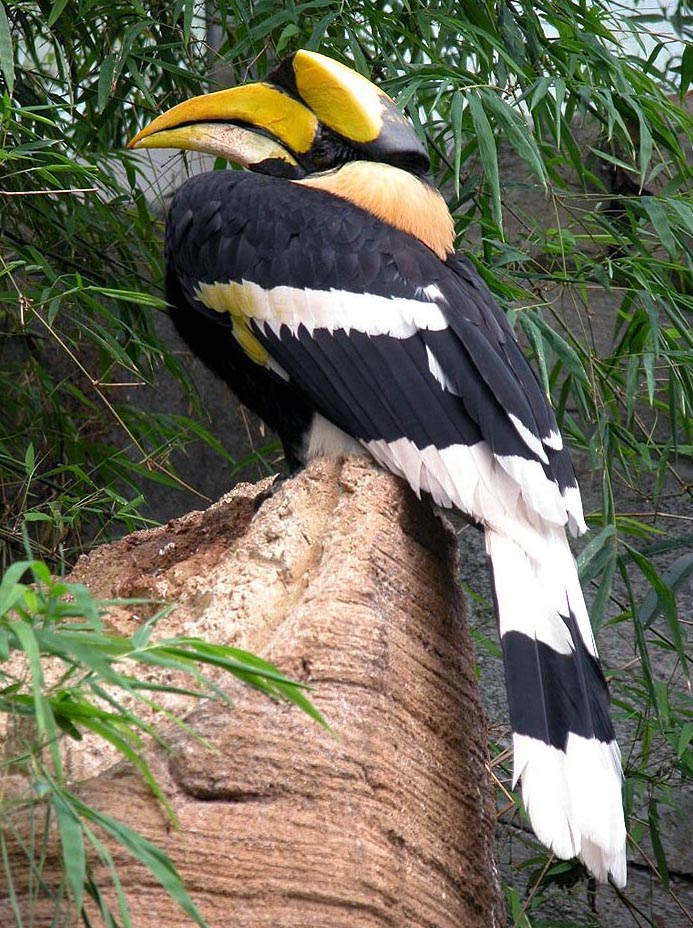
Le casque chez le Calao bicorne aurait grandi selon la théorie du signalement fiable.

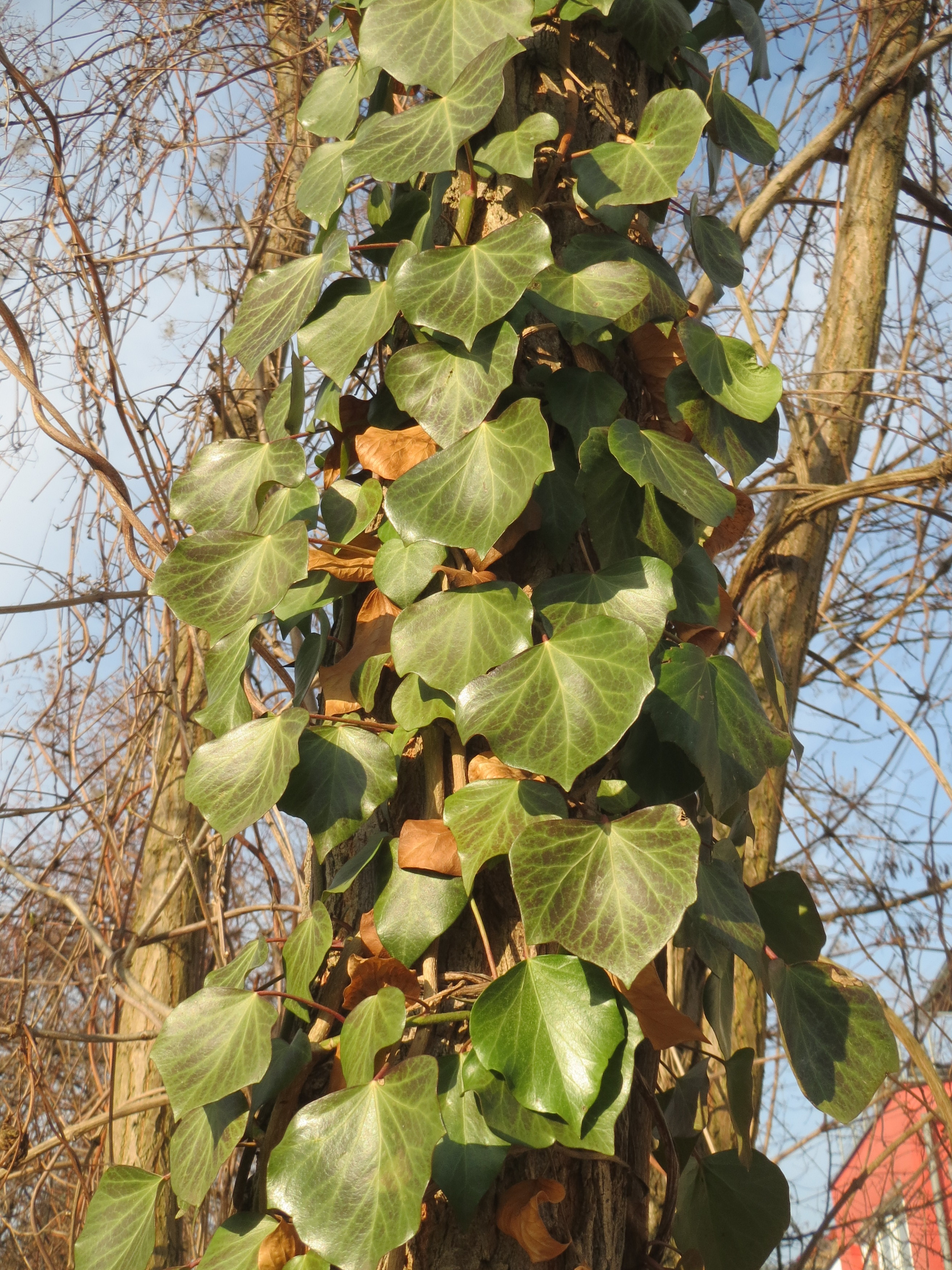
Les ornements des nervures du lierre sont un signal « honnête » et aposématique, avertissant les herbivores de la toxicité de la plante.

La théorie du handicap, principe du handicap ou théorie du signalement fiable est une hypothèse d'évolution biologique formulée à l'origine par le biologiste Amotz Zahavi en 1975 pour expliquer comment l'évolution a développé des solutions permettant aux animaux d'émettre des signaux « honnêtes » et dignes de confiance entre individus qui auraient tout intérêt au contraire à se tromper mutuellement. Ces signaux peuvent être utilisés par les individus pour évaluer de façon fiable la qualité des différents partenaires potentiels, à l'inverse des signaux « malhonnêtes » (signaux d'alerte pour éloigner des congénères des ressources alimentaires, mimétisme).
Les femelles, en sélectionnant les mâles aux caractères les plus exagérés, favorisent ces derniers même si leur survie en est diminuée, ce qui rend compte de l’évolution de caractères sexuels secondaires exagérés. L’association entre la préférence des femelles pour de tels caractères et la production de ces caractères coûteux par les mâles de haute qualité, est un mécanisme de sélection sexuelle alternatif à celui de l'emballement fisherien.
Cette théorie évolutive est également avancée en ce qui concerne les motifs et colorations aposématiques des plantes.

## Description
La théorie du handicap suggère que les signaux dignes de confiance doivent présenter un coût élevé pour le « signalant », un coût qui ne pourrait être supporté par un individu n'ayant pas, ou moins, d'un certain trait de caractère. Ainsi, dans le cas du choix par un partenaire de sexe opposé, la théorie suggère que les animaux ayant de meilleures capacités biologiques signalent cet état de fait à travers des comportements ou une morphologie coûteux en énergie ou en ressources. L'idée-clé étant que les traits de caractères intervenant dans le choix d'un partenaire sexuel fonctionnent sur le principe d'une consommation ostentatoire de ressources, en signalant le fait que l'individu peut se permettre de dépenser inutilement une ressource, tout simplement en en apportant la preuve, c'est-à-dire en le faisant réellement, en dépensant cette ressource de manière inutile. Le destinataire sait que le signal est synonyme de qualité chez le signalant puisque des signalants de moindre qualité ne pourraient tout simplement pas se permettre de produire des signaux si extravagants et inutiles.
Cette théorie propose ainsi une explication pour certains comportements et caractéristiques anatomiques apparemment aberrants du point de vue évolutionniste, qui sembleraient à première vue réduire les chances individuelles de survie de l'animal qui les exhibe.
Ce principe a donné lieu à un certain nombre de débats et de désaccords, et les idées que Zahavi expose quant à l'importance que tiennent les handicaps dans le domaine de la biologie restent marginales. Toutefois, la théorie a connu un certain succès, et la plupart des chercheurs dans ce domaine pensent aujourd'hui qu'elle permet d'expliquer certains aspects de la communication animale.

## Exemples

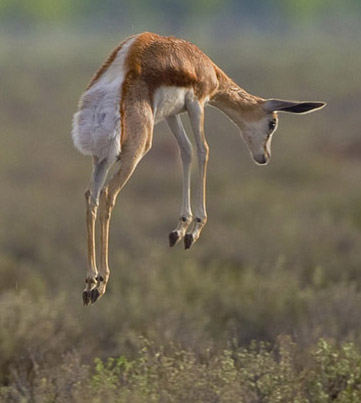
Un springbok signale honnêtement à ses prédateurs qu'il est jeune, en forme et qu'il ne vaut pas la peine d'être chassé.

Un exemple classique est observé chez les gazelles : lorsqu'elles sont menacées par un prédateur (lion ou guépard), elles courent au départ lentement puis effectuent des bonds dans les airs lorsque la menace se précise. Alors que les zoologistes pensaient que cela servait à alerter par un signal d'alarme les autres gazelles de la présence du prédateur, ou bien que cela faisait partie d'une stratégie collective pour tromper le prédateur, la théorie de Zahavi réinterprète ce comportement en suggérant que chaque gazelle envoie le signal suivant au prédateur : « Je suis trop rapide pour toi, puisqu'alors même que tu me poursuis je peux me permettre d'effectuer des bonds pendant ma course qui assurément me coûtent de l'énergie au détriment de ma vitesse. Choisis-en donc une autre moins leste et habile que moi ». Le mécanisme du signal fonctionne donc aussi à destination d'une espèce différente.
Un exemple plus facile à observer, et qui a d'ailleurs été cité par Charles Darwin, est celui de la queue du paon - qui séduit certes les femelles, mais le désigne également aux prédateurs. Il en va de même, dans une moindre mesure, avec la queue des hirondelles : on a pu vérifier que des queues postiches de plus grande longueur favorisaient la séduction des mâles chez qui on les posait. Geoffrey Miller estime avoir repéré ce phénomène aussi dans l'espèce humaine, dans son livre The Mating Mind.
La théorie suggère aussi que les attraits sexuels devraient être « coûteux » pour être attractifs, afin d'être de bons indicateurs de la « santé » du porteur : les exemples typiques sont le chant des oiseaux, la roue du paon, le casque du Calao bicorne, les parades nuptiales, le tatouage, les bijoux voire l'humour.

## Modèle
Cette théorie s'est trouvée renforcée par des modèles mathématiques issus de la théorie des jeux, notamment le jeu des signaux d'Alan Grafen (1990). Bien que les spéculations de Zahavi sur l'importance primordiale des handicaps ne soient pas largement partagées par la communauté scientifique, de nombreux chercheurs pensent que sa théorie éclaire certains aspects de la zoosémiotique.

## Zoomorphisme
Jared Diamond a même avancé que certains comportements humains risqués, tels que la consommation de drogues dures ou le saut à l'élastique, pourraient être l'expression d'instincts ayant évolué conformément à la théorie du handicap.